# 空泡係數
空泡系数（英語：void coefficient），又稱反应性空泡系数（void coefficient of reactivity），是在核工程中一个用于估计核反应堆核连锁反应使用的中子慢化剂和冷却剂对空泡(一般为蒸汽气泡)所产生影响的数字。 在核工程中“反应性”指（非化学反应）反应堆堆芯核连锁反应的变化程度，反应性与反应堆堆芯改变堆芯功率等级的趋势直接相关。 如果反应性为正，堆芯功率倾向于升高；如果为负，堆芯功率倾向于降低；如果为零，堆芯功率趋于稳定。堆芯的反应性可以通过反应堆的控制系统调整以获得所需的功率变化或令反应堆保持在同一功率水平。其可以比作汽车周围环境发生了改变（如风的强度，方向及道路坡度），因此驾驶员做出应对措施以维持车速或执行所期望的反应。
影响反应性的因素很多，包括冷却剂/慢化剂的温度和密度，核燃料的温度和密度，以及反应堆结构的温度和密度。反应堆中的净反应性是以上所有因素的总和，空泡系数只是其中的一个因素。使用液体慢化剂或冷却剂的反应堆一般有空泡系数值，当反应堆慢化不充分时，空泡系数值为负。当反应堆过慢化时，空泡系数值为正。 当反应堆慢化剂及冷却剂均非液体时（如石墨慢化堆及气冷堆），其空泡系数值为零。